# 43282 Dougbock
43282 Dougbock è un asteroide della fascia principale. Scoperto nel 2000, presenta un'orbita caratterizzata da un semiasse maggiore pari a 2,2394299 au e da un'eccentricità di 0,1236431, inclinata di 5,56657° rispetto all'eclittica.